# Cantone di Nanteuil-le-Haudouin
Il Cantone di Nanteuil-le-Haudouin è una divisione amministrativa dell'arrondissement di Senlis.
A seguito della riforma approvata con decreto del 20 febbraio 2014, che ha avuto attuazione dopo le elezioni dipartimentali del 2015, è passato da 19 a 46 comuni.

## Composizione
I 19 comuni facenti parte prima della riforma del 2014 erano:
- Baron
- Boissy-Fresnoy
- Borest
- Chèvreville
- Ermenonville
- Ève
- Fontaine-Chaalis
- Fresnoy-le-Luat
- Lagny-le-Sec
- Montagny-Sainte-Félicité
- Montlognon
- Nanteuil-le-Haudouin
- Ognes
- Péroy-les-Gombries
- Le Plessis-Belleville
- Rosières
- Silly-le-Long
- Versigny
- Ver-sur-Launette

Dal 2015 i comuni appartenenti al cantone sono i seguenti 46:
- Acy-en-Multien
- Antilly
- Autheuil-en-Valois
- Bargny
- Baron
- Betz
- Boissy-Fresnoy
- Borest
- Bouillancy
- Boullarre
- Boursonne
- Brégy
- Chèvreville
- Cuvergnon
- Ermenonville
- Étavigny
- Ève
- Fontaine-Chaalis
- Fresnoy-le-Luat
- Gondreville
- Ivors
- Lagny-le-Sec
- Lévignen
- Mareuil-sur-Ourcq
- Marolles
- Montagny-Sainte-Félicité
- Montlognon
- Nanteuil-le-Haudouin
- Neufchelles
- Ognes
- Ormoy-le-Davien
- Ormoy-Villers
- Péroy-les-Gombries
- Le Plessis-Belleville
- Réez-Fosse-Martin
- Rosières
- Rosoy-en-Multien
- Rouville
- Rouvres-en-Multien
- Silly-le-Long
- Thury-en-Valois
- Varinfroy
- Ver-sur-Launette
- Versigny
- La Villeneuve-sous-Thury
- Villers-Saint-Genest